# Dobrovlje pri Mozirju
Dobrovlje pri Mozirju – wieś w Słowenii, w gminie Mozirje. W 2018 roku liczyła 62 mieszkańców.